# 多茲鎮區 (伊利諾伊州傑佛遜縣)
多茲鎮區（英語：Dodds Township）是位於美國伊利諾伊州傑佛遜縣的一個行政鎮區。

## 地方資料
根據2010年美國人口普查的數據，多茲鎮區的面積為95.70平方千米，當中陸地面積為95.20平方千米，而水域面積為0.50平方千米。當地共有人口2604人，而人口密度為每平方千米27.21人。